# Planet Rock (programma radiofonico)
Planet Rock è stata una trasmissione radiofonica musicale andata in onda sulle frequenze di Radio Rai.

## La trasmissione

### Origini
Il programma inizia le trasmissioni a partire dal 4 novembre 1991 su StereoRai raccogliendo l'eredità di un'altra celebre trasmissione musicale di Radiorai, Stereodrome di RaiStereoUno tanto che inizialmente il nuovo programma è intitolato Stereodrome presenta Planet Rock.
Le trasmissioni proseguiranno fino al 31 dicembre 1996, subendo un periodo d'interruzione (per volere dei vertici della RAI) dal 30 settembre 1994 al 31 gennaio 1995.
Il programma andava in onda in diretta tutti i giorni dalle ore 21 alle 24 e, con un linguaggio diretto e sull'onda delle nuove scene musicali che si affermavano in Italia e nel mondo offriva una programmazione orientata alla presentazione di tutte le novità in fatto di musica, spaziando notevolmente tra i vari generi musicali: punk, reggae, hip-hop, grunge, heavy metal, crossover, indie rock, britpop, trip hop, fenomeno delle Posse e di tutti gli altri nuovi stili nati dalle scene musicali alternative di quegli anni.
Accanto a questo trasmetteva moltissimi concerti ed eventi dal vivo, sia in Italia che all'estero, come il concerto dei Nirvana del novembre 1991 al Castello di Roma, oltre a concerti suonati in diretta dalla Sala Bob Marley, nel palazzo della Radio di via Asiago 10 a Roma.

### Il titolo della trasmissione
Sia il titolo che la sigla fanno diretto ed esplicito riferimento al Planet Rock di Afrika Bambaataa & Soulsonic Force, brano del 1982 che rappresentava alla perfezione il manifesto del programma: la radiocronaca in tempo reale della musica che cambia, cercando di mostrare le nuove prospettive creative che emergono nella musica rock all'alba degli anni 1990.

## Conduttori e collaboratori
Tantissime le voci che si sono alternate al microfono della trasmissione, a partire da quelle di Luca De Gennaro e Gennaro Iannuccilli, primi conduttori della trasmissione, per passare a voci storiche della RAI come quelle di Rupert, Riccardo Pandolfi, Mixo, Franz Roccaforte, Marco Basso e Paolo Gironi.
Accanto ad essi nomi importanti del giornalismo musicale italiano come Alberto Campo, Fabio De Luca, Claudio Sorge e Paolo Ferrari, oltre che a preziosi collaboratori come Elena Frova, David Nerattini e Guido Chiesa.

## La comunità dei fans
Attorno all'ascolto di questa trasmissione, si coagulò immediatamente una forte comunità di radioascoltatori, che, ancor prima della diffusione globale di internet e dei social network, stabilirono forti legami di amicizia mediati dall'ascolto della trasmissione, dando vita al Planet Rock Fan Club: promotore di attività, incontri e raduni proseguiti ben oltre il termine dell'avventura radiofonica.

## Eredità
Alla sua chiusura, il programma che ne seguirà le orme su Radio 2 sarà, dall'autunno del 1996, Suoni e Ultrasuoni, che proseguirà sino a giugno del 2000.

## Planet Rock sul web
Dal 2013 moltissimi materiali, intere puntate e registrazioni di concerti, mai pubblicate dopo l'originale messa in onda radiofonica, sono stati pubblicati sul sito ufficiale.
Tutte le puntate si possono scaricare in podcast o ascoltare in streaming sul sito.

## Planet Rock in libreria
Nel 2016 Luca De Gennaro pubblica per la casa editrice Arcana un libro intitolato Planet Rock. L'ultima rivoluzione. 1991-1994: gli anni in cui la musica cambia per sempre raccontati alla radio da un programma di culto.